# Botanic Gardens Conservation International
Botanic Gardens Conservation International (BGCI) é uma organização não-governamental que promove a biologia da conservação e a educação ambiental. Baseada em Londres, Inglaterra, atua em cerca de 800 jardins botânicos de 120 países.
Fundada em 1987, a organização recebe ajuda dos Jardins de Kew e do Real Jardim Botânico de Edimburgo e tem como patrono Charles, Príncipe de Gales.